# Лишки (Малопольское воеводство)

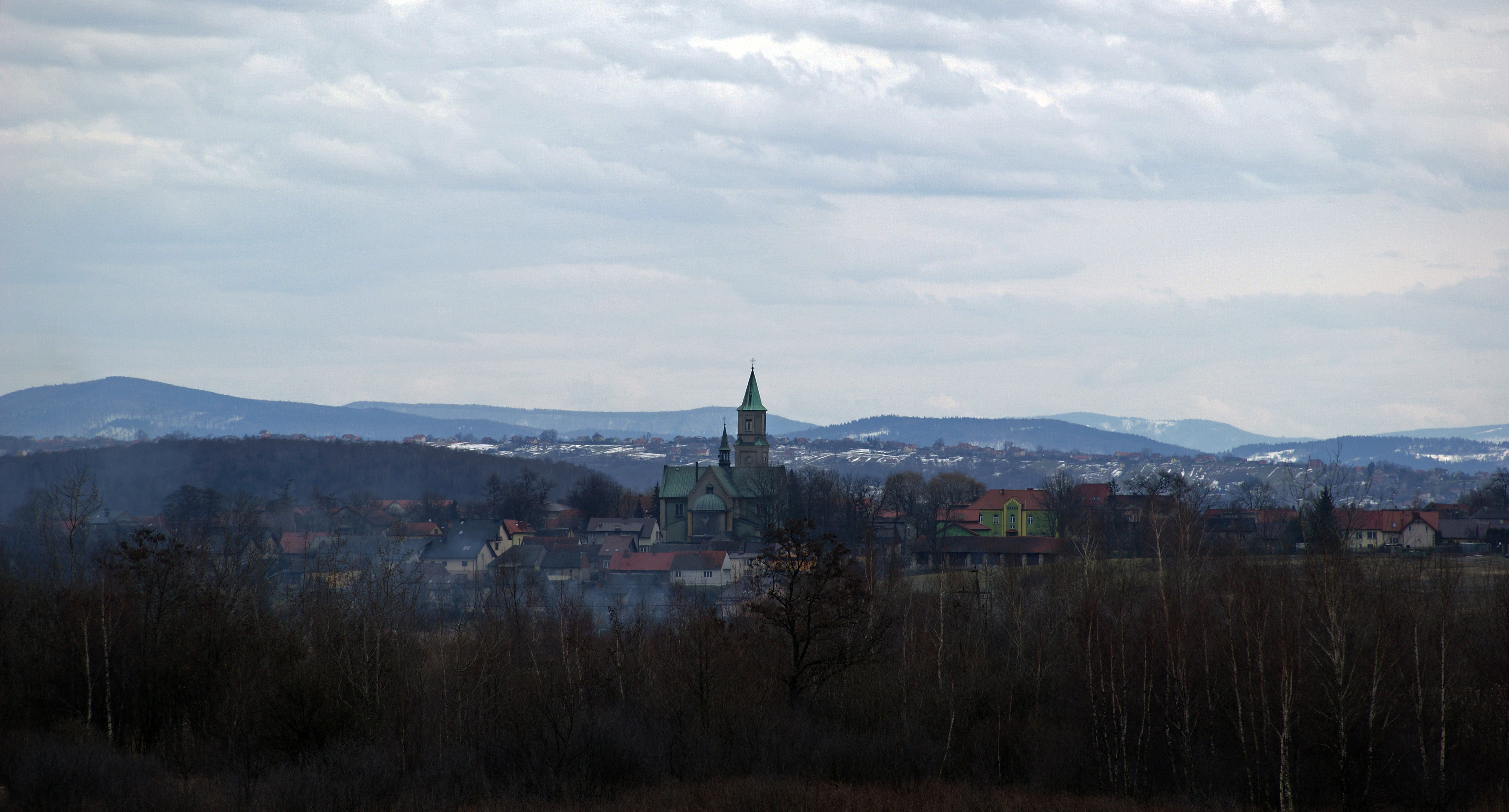
Общий вид села

Ли́шки (пол. Liszki) — село в Польше в Краковском повете Малопольского воеводства. Административный центр одноимённой сельской гмины.

## География
Село находится на территории географического макрорегиона Краковская Брама и располагается при воеводской автомобильной дороге № 780 Краков — Хелм-Щлёнский в 13 км от административного центра воеводства города Краков. Входит в состав краковской городской агломерации. Около села протекает река Санки, которая является правым притоком Вислы.

## История
Первые упоминания о селе относятся к XIII веку. Первоначально Лишки принадлежали женскому монастырю норбертанок, который находился в краковском районе Звежинец. На рубеже XIII и XIV село перешло в собственность тынецкого бенедиктинского аббатства. В 1254 году в селе был основан католический приход, который в 1325 году насчитывал около двух тысяч прихожан. В 1363 году польский король Казимир III придал селу статус города. Ян Длугош упоминает, что в селе действовала деревянная католическая церковь святого Николая, которая в 1587 году была перестроена в каменный храм. Этот храм был освящён 25 сентября 1589 года вспомогательным епископом краковской епархии Якубом Милевским.
С 1815 года по 1846 год Лишки входили в состав Вольного города Краков. С 1868 года в городе Лишки начал действовать поветовый суд, входивший в состав императорско-королевского суда в Кракове. В 1873 году была построена современная церковь святого Николая, которая находится на главной площади села. В 1883 году было построено здание школы, сохранившееся до нашего времени. 2 февраля 1900 года было открыто отделение банка «Spółka Oszczędności i Pożyczek». В 1935 году Лишки утратили статус города и стали административным центром одноимённой сельской гмины.
4 июля 1943 года немецкие войска провели в селе акцию пацификации, во время которой после пыток были расстреляны 30 жителей.
В 1964 году на главной площади села была открыта автостанция, с которой уходил автобус № 229, связывающий село с центром Кракова.
В 1975—1998 годах село входило в состав Краковского воеводства.

## Население
По состоянию на 2013 год в селе проживало 1932 человека.
| 2010 | 2013 |
| ---- | ---- |
| 1916 | 1932 |

| Перепись  | Всего   | Всего | Женщины | Женщины | Мужчины | Мужчины |
| --------- | ------- | ----- | ------- | ------- | ------- | ------- |
| Единицы   | человек | %     | человек | %       | человек | %       |
| Население | 1932    | 100   | 978     |         | 954     |         |

## Коммуникация
Поблизости от села проходят автомагистрали А4, Е40 и IV краковская окружная дорога. В окрестностях села находится международный аэропорт Краков-Балице. Село связно с краковским районом Сальватор автобусным сообщением № 229, 239 и 249 и частными маршрутками.

## Достопримечательности
- Церковь святого Николая, построенная в 1873 году;
- Каменная часовня первой половины XIX века;
- Главная площадь села.
- Здание отделения банка, которое функционирует в селе с 1898 года.

## Известные жители и уроженцы
- Станислав Роспонд (1877—1958) — католический епископ;
- Станислав Роспонд (1906—1982) — польский учёный-лингвист;
- Стефан Ромулт (1859—1913) — польский учёный-лингвист/